# Тюшино (Смоленская область)
Тюшино — деревня в Смоленской области России, в Кардымовском районе. Расположена в центральной части области в 12 км к югу от районного центра, на берегу реки Большой Вопец. Население — 462 жителей (2007 год). Административный центр Тюшинского сельского поселения.

## История
Известно с 1676 года (построена церковь). В 1859 году в деревне проживало 72 человека. В 1904 году — село Цуриковской волости Смоленского уезда, 80 человек.

## Достопримечательности
- памятник 496 односельчанам погибшим во время Великой Отечественной войны.
- Памятник архитектуры — усадьба А. Гаугера.